# Tonino De Bernardi
Tonino De Bernardi (Chivasso, 24 maggio 1937) è un regista, produttore cinematografico e insegnante italiano.

## Biografia
Dopo la laurea in lettere con Massimo Mila, tesi su Stravinskij neoclassico, Tonino De Bernardi entrò nel 1967 nella Cooperativa Cinema Indipendente Italiano, con sede prima a Napoli e poi a Roma. A Torino collaborò con Paolo Menzio (Il mostro verde, 16mm, in concorso a Knokke-le-Zoute 1967-68, EXPRMNTL, festival del cinema sperimentale) e Pia Epremian De Silvestris (è attore con Mariella in Medea e altri film di lei che a sua volta è nei film di lui). A Roma i film della Cooperativa furono spesso proiettati in rassegne presso il Filmstudio '70 (a partire dal marzo 1968). Alla Cooperativa partecipavano fra gli altri Giorgio Turi, Adamo Vergine, Alfredo Leonardi, Gianfranco Baruchello, Massimo Bacigalupo, che diverrà amico fondamentale di Tonino e Mariella, Luca Patella, Piero Bargellini, Guido Lombardi e Anna Lajolo.
I primi film in 8mm di De Bernardi rappresentavano un mondo fantastico, onirico, floreale (Vaso etrusco, 1967, e Dèi, 1968). In seguito compose lunghe e minuziose cronache in bianco e nero di una vita errante fra paesi, amici, colleghi, figlie (Il quadrato. Definizione di spazio, 8mm. 1971, la nascita della primogenita Giulietta, partner Mariella Navale). Negli anni '90 cominciò ad avvalersi di mezzi professionali con il sostegno di produzioni indipendenti e occasionalmente di Rai 3. Nella sua quarantennale attività artistica, Tonino De Bernardi ha lavorato con numerosi attori e attrici, tra cui Iaia Forte, Anna Bonaiuto, Galatea Ranzi, Filippo Timi, Isabel Ruth, Tommaso Ragno e Isabelle Huppert, Lou Castel, Joana Preiss. Il suo cinema appartiene al filone indipendente, raramente immesso nella distribuzione commerciale. Ciononostante il cinema di Tonino De Bernardi è riconosciuto da anni a livello nazionale e internazionale come attenente al cinema underground e di sperimentazione, in cui De Bernardi è stato attivo soprattutto dal 1967 agli inizi degli anni ottanta. Ha lavorato con tutti i tipi di pellicola e di video fino al digitale. Ha fondato la casa di produzione torinese Lontane Province Film, da lui stesso gestita a Casalborgone.
Ha insegnato lettere nelle scuole medie a Casalborgone fino al 1992.
Nel 2024 il Museo Nazionale del Cinema di Torino gli ha dedicato una mostra.

## Vita privata
Ha due figlie, una delle quali è l'attrice Giulietta De Bernardi, che ha lavorato con lui, e l'altra è Veronica, pure lei nei suoi film.

## Filmografia
- Vaso etrusco (1967)
- Il mostro verde (1967)
- Il bestiario (1968)
- Il sogno di Costantino (1968)
- La favolosa storia (1968)
- Dèi (1968)
- A Patrizia: l'irrealtà ideale, l'oggetto d'amore (1970)
- Percorrendo la spirale. Il rapporto coniugal parentale (1976)
- Intorno alla casa (1984)
- Dalle lontane province (1986)
- Elettra (1987)
- Modi di essere: eroine ed eroi (1988)
- Uccelli di terra / Uccelli che vanno (1993)
- Piccoli orrori (1994)
- Chiamatemi Fedra (1994)
- Destino o fato (1996)
- Sorrisi asmatici - I fiori del deserto (1997)
- Sorrisi asmatici - La forza dell'illusione (1997)
- Sorrisi asmatici - Interminabile illusione (1998)
- Tutto quello che hai (1998)
- Appassionate (1999)
- Rosatigre (2000)
- Ofelia lontana (2000)
- La strada nel bosco (2001)
- Fare la vita (2002)
- Lei (2002)
- Marlene de Sousa (2004)
- Serva e padrona (2005)
- Passato presente, angeli laici cadono (2006)
- Accoltellati (2006)
- Médée miracle (2007)
- India, visioni dal Maharashtra (2007)
- Pane / Piazza delle Camelie (2008)
- Passione di Giovanni (2009)
- Butterfly - L'attesa (2010)
- Materiale per Hellas (2011)
- Ed è così. Circa. Più o meno (2011)
- Iolanda tra bimba e corsara (2012)
- Casa dolce casa (2012)
- Hotel de l'Univers (2013)
- Jour et nuit, delle donne e degli uomini perduti (2014)
- Il sogno dell'India - Quarant'anni dopo (2015)
- Mudar De Vida / Libera vita - documentario (2016)
- Ifigenia in Aulide (2018)
- Resurrezione (2019)
- Universi circoscritti 2 (2022)